# SAR202-Cluster
SAR202-Cluster (auch SAR202-Klade) ist die provisorische Bezeichnung einer Verwandtschaftsgruppe mariner Bakterien aus dem Phylum (Abteilung) der Grünen Nichtschwefelbakterien (wissenschaftlich Chloroflexi oder Chloroflexota genannt).
Die ersten Hinweise auf diese Gruppe fanden sich in Proben, die im August 1991 aus 250 m Tiefe der Sargassosee entnommen wurden, worauf die Bezeichnung („SAR…“) verweist.
Die in der Taxonomie des National Center for Biotechnology Information (NCBI) in dieser Gruppe ohne nähere Klassifizierung aufgeführten Spezies (Arten) werden in der Genome Taxonomy Database (GTDB) in verschiedene Ordnungen der Chloroflexota-Klasse Dehalococcoidia gestellt, darunter die Ordnung mit der provisorischen Bezeichnung SAR202 („o__SAR202“) – Näheres dazu s. u.

## Beschreibung
Das SAR202-Cluster ist unter den ersten mikrobiellen Linien, die in den dunklen (aphotischen) Tiefen der Ozeane entdeckt wurden.
Ihre Vertreter sind dort reichlich vorhanden und weltweit verbreitet (kosmopolitisch).
Eine Metagenomik-Analyse der tiefen Zonen des Mittelmeers ergab dort ebenfalls eine hohe Abundanz (Populationsdichte) von Chloroflexi (Grünen Nichtschwefelbakterien) im Allgemeinen und deutet zudem auf das Potenzial dieser Mikroben für die Oxidation von Kohlenmonoxid (CO) hin.
Sie spielen daher eine bedeutende Rolle in den marinen Ökosystemen, weshalb Verständnis ihrer Stoffwechselkapazitäten grundlegende Voraussetzung für deren Verständnis ist.
Eine Kultivierung von Vertretern dieser Linie war jedoch (zumindest bis 2017) nicht möglich, so dass nur Methoden der Metagenomik und In-situ-Experimente (Experimente vor Ort) zur Verfügung stehen.
Aus derartigen Untersuchungen wird geschlossen, dass es sich bei den Mitgliedern des SAR202-Clusters um mittelgroße, freilebende Zellen mit einem heterotrophen Lebensstil handelt.
Die Mitglieder des SAR202-Clusters verarbeiten in ihrem Stoffwechsel organische  Schwefelverbindungen, beispielsweise als Sulfit-Oxidierer, weshalb sie eine wichtige Rolle beim Schwefelkreislauf in den dunklen Tiefen der Wassersäule spielen.
In-situ-Experimente zur Substrataufnahme deuten darauf hin, dass ein großer Teil der SAR202-Zellen in allen Tiefen L-Asparaginsäure (L-Asp) verwertet, während die Bakterien- und Archaeen-Gemeinschaft im Allgemeinen mit zunehmender Tiefe geringere Aufnahmeraten für L-Asp zeigt.
Offenbar haben sich die SAR202-Bakterien besser an die in der Tiefsee verfügbare gelöste organische Substanz angepasst.
Die Analysen zeigen, dass SAR202-Zellen in jeder Tiefe eine kokkoide (kugelige) Morphologie mit einem Durchmesser von mehr als einem Mikrometer (1 µm) aufweisen – im Gegensatz zum SAR11-Cluster (Ca. Pelagibacterales), bei dem die Zellgröße im Allgemeinen mit der Tiefe zunimmt.

## Rolle bei der Großen Sauerstoffkatastrophe
Die Einlagerung von ursprünglich organischem Material als Kohle tief in der Erde (en. burial of organic carbon), das dessen Remineralisierung (insbesondere zu Carbonat) durch sauerstoffzehrende Prozesse verhindert, wird als eine der Ursachen für die Sauerstoffanreicherung in der Erdgeschichte angesehen.
Es wird zudem vermutet, dass die anfängliche Sauerstoffanreicherung der Erde durch oxidative Stoffwechselprozesse begünstigt wird, die so genannte „teilweise oxidierte organische Materie“ (en. partially oxidized organic matter, POOM) erzeugen.
Durch Wechselwirkung mit Mineralien in den Sedimenten könnte die Vergrabung dieses Materials unter Bedingungen der Sauerstoffanreicherung im Proterozoikum und Phanerozoikum verstärkt werden (POOM-Hypothese), wodurch letztlich die Sauerstoffanreicherung der Atmosphäre gefördert wird, obwohl der Prozess der teilweisen Oxidation an sich Sauerstoff verbraucht.
Die Erzeugung des POOM wird durch eine Familie von Enzymen bewerkstelligt, die als flavinabhängige Baeyer-Villiger-Monooxygenasen (en. flavin-dependent Baeyer–Villiger monooxygenases, BVMOs) bezeichnet werden. Man vermutet dabei, dass der Prozess durch selbstverstärkende Effekte beschleunigt wird (positive Rückkopplung bzw. Autokatalyse). Auf diese Weise könnte durch eine Kombination aus biologischen Innovationen und geologischen Veränderungen ein Übergang zu höherer Sauerstoffkonzentration ermöglicht worden sein.
Eine Rekonstruktion der Evolutionsgeschichte der BVMOs durch Shang und Kollegen 2022 zeigte, dass Bakterien des SAR202-Clusters als eine heutige Hauptgruppe mariner POOM-Produzenten Vorfahren aus der Zeit vor der Großen Sauerstoffkatastrophe (en. Great Oxygenation Event, GOE) besitzen.
Diese haben die BVMO wahrscheinlich um die Zeit des GOE über einen horizontalen Gentransfer (HGT) erworben, worauf eine nachfolgende Diversifizierung dieser Linie sowie der BVMO-Gen- bzw. Proteinfamilie folgte. Dieser Verlauf deckt sich zeitlich mit den Hauptperioden der Oxygenierung im Proterozoikum und Phanerozoikum. Weitere Forschungen sind freilich nötig, um diese Hypothese zu bestätigen.

## Symbiosen
Vertreter von SAR2020 dienen einer Reihe von Schwämmen als Endosymbionten:
Geodia barretti ist ein massiver Tiefseeschwamm (Ordnung Tetractinellida), der in der subpolaren Zone des Nordatlantiks vorkommt und auch an den Küsten Norwegens und Schwedens recht häufig ist. Sie ist eine dominante Art in den subpolaren Schwammgründen.
Ein Meta-Transkriptom wurde durch Pyrosequenzierung aus einer Probe gewonnen, die 2007 südlich von Bergen (Norwegen) gesammelt wurde.
RNA-Tags ribosomaler RNA (rRNA) zeigen eine mit dem Schwamm verbundene Mikrosymbionten-Gemeinschaft, die von drei Gruppen dominiert wird:
1. dem SAR202-Cluster,
2. dem Kandidatenphylum Poribacteria (PVC-Gruppe?)[14][15] und
3. den Acidobacteriota

Auch andere Schwämme besitzen mikrobielle Symbionten aus dem SAR202-Cluster. Ein Beispiel ist Theonella swinhoei (ebenfalls Ordnung Tetractinellida) mit dem „Uncultured sponge symbiont PAWS52f“ (alias „Theonella clone PAWS52“).

## Systematik

### Äußere Systematik
- Im Taxonomy Browser des National Center for Biotechnology Information (NCBI) listet das SAR202-Cluster ohne Zuweisung zu einer Klasse als Mitglied des Phylums Chloroflexi (Grüne Nichtschwefelbakterien); und ordnet es mit diesen wird es den Terrabacteria zu.[2]
- Der Phylogenetische Baum bei OneZoom ordnet die Klade SAR202 ohne nähere Zuweisung zu einer Klasse oder einem Phylum den Bakterien.[3]
- Die List of Prokaryotic names with Standing in Nomenclature (LPSN) kennt SAR202 weder als Cluster noch als Klade, offenbar auch keines der in der NCBI-Taxonomie gelisteten Mitglieder.
- Die Genome Taxonomy Database (GTDB) klassifiziert eine Ordnung SAR202 in der Klasse Dehalococcoidia der dort (wie auch in der LPSN[19]) Chloroflexota genannten Grünen Nichtschwefelbakterien. Die Klasse ist auch in der NCBI-Taxonomie und der LPSN bekannt, mit Synonym „Dehalococcoidetes“ (NCBI).[20][21] In der NCBI-Taxonomie gelistete Mitglieder des SAR202-Clusters finden sich in der GTDB aber noch in vier weiteren Ordnungen (mit provisorischen Bezeichnungen) in dieser Klasse (siehe unten).[A 1]

### Innere Systematik
Die in der NCBI-Taxonomie in der Klade SAR202-Cluster gelisteten Spezies finden sich in der GTDB (soweit dort geführt) in fünf Ordnungen wieder, nämlich SAR202, UBA1151, UBA2985, UBA2963 und UBA3495.
Der Phylogenetische Baum bei OneZoom enthält mindestens zehn Äste.
Weitere Phylogenetische Bäume zum SAR202-Cluster finden sich bei
- Wei et al. (2020) – mit fünf Subclustern (I bis V),[22] und
- Saw et al. (2020) – mit sieben Subclustern (Iabc, II, IIIabc, IV, V, VI und VII).[23]

Aufgrund der vorliegenden Daten erscheint eine Zuordnung dieser Subcluster wie auch der OneZoom-Äste zu den GTDB-Ordnungen leider nicht möglich.
Die nachstehende Taxonomie folgt in erster Linie der GTDB und listet dem Umfang nach im Wesentlichen die in der NCBI-Taxonomie (und in OneZoom) in der Klade SAR202-Cluster aufgeführten Spezies (Stand 22. Mai 2022). Die hinter den obigen OneZoom-Referenzen angegebenen Nummern kennzeichnen die dortigen Äste im Phylogenetischen Baum des SAR202-Clusters, beginnend mit 1 für den am meisten basal stehenden Ast. Wo vorhanden, ist die Subclusternummer nach Wei (2020) ebenfalls in dieser Weise angegeben.
Klasse: Dehalococcoidia Löffler et al. 2013 (LPSN, NCBI: ohne SAR2002-Cluster), mit Synonym „Dehalococcoidetes“ Hugenholtz & Stackebrandt 2004 (NCBI)
- Ordnung: Tepidiformales Kochetkova et al. 2020 (LPSN)[24] bzw. 2019 (NCBI)[25]

- Ordnung: Dehalococcoidales Löffler et al. 2013 (LPSN,GTDB)[20][21]

- Ordnung: SAR202 (GTDB)
  - Familie: GCA-002694895 (GTDB)
  - Familie: GCA-002723415 (GTDB)
  - Familie: GCA-2719675 (GTDB)
  - Familie: GCA-2722455 (GTDB)
  - Familie: OSU-TB39 (GTDB)
  - Familie: UBA11138 (GTDB)
    - Gattung: Bin90 (GTDB)
      - Spezies: Bin90 sp002238855 (GTDB) = SAR202 cluster bacterium bin90 (NCBI,OneZoom:7)
      - Spezies: Bin90 sp009838595 (GTDB) = Chloroflexi bacterium SB0664_bin_29 (NCBI:incertae sedis)
      - Spezies: Bin90 sp009840355 (GTDB) = Chloroflexi bacterium SB0662_bin_20 (NCBI:incertae sedis)

    - Gattung: Casp-Chloro-G4 (GTDB)
      - Spezies: Casp-Chloro-G4 sp002816705 (GTDB) = SAR202 cluster bacterium Casp-Chloro-G4 (NCBI,OneZoom:10)

  - Familie: UBA2962 (GTDB)
  - Familie: UBA6927 (GTDB)
  - Familie: UBA826 (GTDB)
    - Gattung: AG-426-M11 (GTDB)
      - Spezies: AG-426-M11 sp003213095 (GTDB) = SAR202 cluster bacterium AG-426-M11 (NCBI,OneZoom:10) = SAR202 cluster bacterium AG-430-C21 (NCBI,OneZoom:10) = Dehalococcoidia bacterium UBA6953 (NCBI:incertae sedis)

    - Gattung: GCA-002712965 (GTDB)
      - Spezies: GCA-002712965 sp009391195 (GTDB) = SAR202 cluster bacterium AC-647-P02_OGT_505m (NCBI)

  - Familie: VGZR01 (GTDB)
  - Familie: VXLM01 (GTDB)

- Ordnung: UBA1151 (GTDB)
  - Familie: Bin127 (GTDB)
    - Gattung: Bin127 (GTDB)
      - Spezies: Bin127 sp002239045 (GTDB) = SAR202 cluster bacterium bin127 (NCBI,OneZoom:3)

- Ordnung UBA2985 (GTDB)
  - Familie: UBA2985 (GTDB)
    - Gattung: VEXC01 (GTDB)
      - Spezies VEXC01 sp009391225 (GTDB) = SAR202 cluster bacterium AC-647-N09_OGT_505m (NCBI)

- Ordnung: UBA2963 (GTDB)
  - Familie: UBA2963 (GTDB)
    - Gattung: UBA2963 (GTDB)
      - Spezies: UBA2963 sp003215215 (GTDB) = SAR202 cluster bacterium AG-410-A08 (NCBI,OneZoom:3)

    - Gattung: Bin16 (GTDB)
      - Spezies: Bin16 sp002238425 (GTDB) = SAR202 cluster bacterium bin16 (NCBI,OneZoom:4)

- Ordnung: UBA3495 (GTDB)
  - Familie: UBA3495 (GTDB)
    - Gattung: Bin22 (GTDB)
      - Spezies: Bin22 sp002238505 (GTDB) = SAR202 cluster bacterium bin22 (NCBI,OneZoom:9)

    - Gattung: Bin87 (GTDB)
      - Spezies: Bin87 sp002238825 (GTDB) = SAR202 cluster bacterium bin87 (NCBI,OneZoom:3)

    - Gattung: Casp-Chloro-G3 (GTDB)
      - Spezies: Casp-Chloro-G3 sp002816715 (GTDB) = SAR202 cluster bacterium Casp-Chloro-G3 (NCBI,OneZoom:5)

    - Gattung: Io17-Chloro-G2 (GTDB)
      - Spezies: Io17-Chloro-G2 sp002816875 (GTDB) = SAR202 cluster bacterium Io17-Chloro-G2 (NCBI,OneZoom:3)

    - Gattung: UBA1141 (GTDB)
      - Spezies: UBA1141 sp002816455 (GTDB) = SAR202 cluster bacterium Io17-Chloro-G4 (NCBI,OneZoom:9)
      - Spezies: UBA1141 sp002817055 (GTDB) = SAR202 cluster bacterium Io17-Chloro-G7 (NCBI,OneZoom:8)

    - Gattung: UBA9611 (GTDB)
      - Spezies: UBA9611 sp002698265 (GTDB) = SAR202 cluster bacterium Io17-Chloro-G8 (NCBI,OneZoom:6)
      - Spezies: UBA9611 sp002746355 (GTDB) = SAR202 cluster bacterium MP-SInd-SRR3963457-G1 (NCBI,OneZoom:3) = AR202 cluster bacterium MP-NPac-SRR3961935-G1 (NCBI,OneZoom:3)
      - Spezies: UBA9611 sp002816575 (GTDB) = SAR202 cluster bacterium Casp-Chloro-G2 (NCBI,OneZoom:4)
      - Spezies: UBA9611 sp002816585 (GTDB) = SAR202 cluster bacterium Io17-Chloro-G6 (NCBI,OneZoom:10)
      - Spezies: UBA9611 sp009391975 (GTDB) = SAR202 cluster bacterium Io17-Chloro-G5 (NCBI,OneZoom:4)

  - Familie GCA-2712585 (GTDB)
    - Gattung: VEXF01 (GTDB)
      - Spezies: VEXF01 sp009391275 (GTDB) = SAR202 cluster bacterium AD-804-J14_MRT_500m (NCBI)

    - Gattung: VEXD01 (GTDB)
      - Spezies VEXD01 sp009391235 (GTDB) = SAR202 cluster bacterium AC-409-J13_OGT_754m (NCBI)

- keiner Ordnung, Familie oder Gattung zugewiesene Mitglieder des SAR202-Clusters nach NCBI, OneZoom – nicht in GTDB:
  -     -       - Spezies SAR202 cluster bacterium Ae2-Chloro-G2 (NCBI,OneZoom:1)
      - Spezies SAR202 cluster bacterium Ae2-Chloro-G3 (NCBI,OneZoom:8)
      - Spezies SAR202 cluster bacterium SCGC AAA240-N13 (Wei:III,NCBI,OneZoom:2)
      - Spezies SAR202 cluster bacterium MP-SAtl-SRR3965592-G2 (NCBI,OneZoom:3 bei Io17-Chloro-G2 und Bin87, also Fam. UBA3495)
      - Spezies SAR202 cluster bacterium MP-SAtl-SRR3965592-G1 = South Atlantic Ocean SRR3965592-G1 (Wei:III,NCBI,OneZoom:3 bei Bin127, also Fam. Bin127)
      - Spezies SAR202 cluster bacterium MP-SInd-SRR3963457-G2 (NCBI,OneZoom:8)
      - Spezies SAR202 cluster bacterium Casp-Chloro-G1 (NCBI,OneZoom:3 bei MP-SInd-SRR3963457-G1 und MP-NPac-SRR3961935-G1, also Fam. UBA3495)
      - Spezies SAR202 cluster bacterium Io17-Chloro-G1 (NCBI,OneZoom:3 bei AG-410-A08, also Fam. UBA2963)
      - Spezies SAR202 cluster bacterium Io17-Chloro-G3 (OneZoom:8)
      - Spezies SAR202 cluster bacterium Io17-Chloro-G9 (NCBI,OneZoom:5 bei HF4000_28F02)

- keiner Ordnung, Familie oder Gattung zugewiesene Mitglieder des Clusters nach OneZoom (NCBI: incertae sedis, nicht in GTDB):
  -     -       - Spezies Uncultured bacterium HF0500_03M05 (OneZoom:3)
      - Spezies Uncultured Chloroflexi bacterium HF0200_06I16 (OneZoom:4)
      - Spezies Uncultured Chloroflexi bacterium HF4000_28F02 (OneZoom:5 bei Io17-Chloro-G9)
      - Spezies Uncultured Crater Lake bacterium CL500-9 (OneZoom:3,Wei:I)
      - Spezies Uncultured Crater Lake bacterium CL500-10 (OneZoom:3,Wei:I)
      - Spezies Uncultured eubacterium H1.2.f (OneZoom:3)
      - Spezies Uncultured sponge symbiont PAWS52f (OneZoom:10)[17] = Theonella clone PAWS52[16]
      - Spezies Unidentified eubacterium clone SAR202 = Sargasso Sea SAR202 (Wei:III,OneZoom:10)[5][1]
      - Spezies Chloroflexi bacterium SCGC AB-629-P13 (Wei:V,NCBI:https://www.ncbi.nlm.nih.gov/Taxonomy/Browser/wwwtax.cgi?id=1131272 AB-629-P13)